# Augies (Lòcrida)
Augies (en grec antic Αυγείαι) era una antiga ciutat grega a la Lòcrida que Homer menciona al "Catàleg de les naus" a la Ilíada.
Segons Estrabó, en el seu temps Augies ja no existia, però la situa vora la ciutat d'Escarfea. No ha estat localitzada.